# Portail national des services publics du Bénin
Le portail national des services publics est un portail web dédié à la dématérialisation des services de l’administration publique béninoise. Il a pour  but de mettre à la disposition des béninois et des étrangers une grande partie des services fournis par l’État béninois.

## Historique
Acté lors du conseil des ministres du 03 avril 2019, le portail national des services publics du Bénin est officiellement lancé le 26 mars 2020 par la ministre béninoise chargée du numérique et de la digitalisation : Aurélie Adam Soulé Zoumarou. Sa mise en place est le fruit d'une coopération entre le Bénin et l'Estonie. Il est l’œuvre de l'organisation non gouvernementale estonienne «eGovernance Academy»,,.

## Objectifs et services
L'objectif principale du portail dont l'adresse est « www.service-public.bj » est de rendre les procédures administratives plus simples par le biais des technologies numériques. Les usagers de la plateforme ont d'une part accès aux informations liées aux services publics et d'autre part aux «e-services». A son lancement, le portail permet d’avoir accès aux informations de  plus 250 services publics et de 37 e-services,,,.